# 河野孝典
河野孝典（日语：／ Kōno Takanori，1967年1月14日—），日本男子北欧两项运动员。他曾代表日本参加1992年冬季奥林匹克运动会北欧两项比赛，获得二枚金牌和一枚银牌。